# 自灯明、法灯明
自灯明、法灯明（じとうみょう、ほうとうみょう）は、釈迦の教えの言葉。

## 概要
この言葉は大般涅槃経の一説としてよく知られている。転輪王経もこの言葉を知る手がかりになる。
釈迦がクシナガラの郊外のサラソウジュの林の中で、弟子たちに最後の教えで説いた言葉。そこで釈迦は弟子たちに、各々には自らを灯火として自らをよりどころとして他を頼りとしてはいけないと説いたのが自灯明である。そして仏法を灯火としてよりどころとして他の教えをよりどころとしてはいけないと説いたのが法灯明である。
このことにより釈迦が亡くなってからは、自らをよりどころとすると同時に、仏の教えを示した真実の言葉である法をよりどころとして灯火としていくこととなった。自分をよりどころとするのであるが、その自分を支えるのは法ということである。釈迦は亡くなるときにも法によるように言っており、よりどころは全て法としている。それからの人々は、人生の指針は、釈迦がおられたからこその教えに従い行動を共にしてきた。
転輪王経では釈迦はまず自灯明、法灯明の教えを示した後に転輪王について語る。転輪王というのは古代インドの武力に頼ることなく全インドを治めるという理想の王である。転輪王は自らが退位すると王位を息子に譲り出家する。この時に王位に就いた息子は、社会を法に基づいて統治して、法に背く行為をなさずに、時に応じて賢者たちに問うことが務めで、こうして転輪王となってきた。対して転輪王になれなかった王というのは、王位に就いてからは自分の考えで統治を行ってきた者である。本人は一生懸命務めを果たそうとするものの、盗みを働く者が出てきて、王がそれに対しては厳しい罰を与えることにして、人々は嘘をつくようになり、社会は崩れていき、人々は疑心暗鬼にかられて荒廃していった。経典ではこうなった様と言うのは、人の寿命は10歳になり、5歳の少女が結婚すると表現している。このようになった国の王には自灯明、法灯明が足りていなかったということである。